# Benestad (Kronobergs län)
Benestad is een plaats in de gemeente Alvesta in het landschap Småland en de provincie Kronobergs län in Zweden. De plaats heeft 96 inwoners (2000) en een oppervlakte van 29 hectare.